# Morteaux-Coulibœuf
Ne doit pas être confondu avec Morteau.
Morteaux-Coulibœuf est une commune française, située dans le département du Calvados en région Normandie, peuplée de 607 habitants.

## Géographie
La commune est située dans une vallée entre la plaine de Caen et les collines du pays d'Auge. Elle est traversée par trois cours d'eau : la Dives, l'Ante et la Canteraine aussi appelée le Trainefeuille. 
Morteaux-Couliboœuf  comprend plusieurs lieux-dits : la Rue de Morteaux, Blocqueville, Cantepie, le Hamel, le Bourg-Neuf, le Quart-d'Eau, le Perrey, Sainte-Catherine, Cantecotte et les Quatre Barrières d'une part et le Grand-Coulibœuf (le bourg), le Logis, le Home, le Petit-Coulibœuf et le Pont-à-Launay aussi connu sous le nom de chemin de la Machine Fixe d'autre part.

### Hydrographie
La commune est située dans le bassin Seine-Normandie. Elle est drainée par la Dives, le Trainefeuille, l'Ante, un bras de la Dives, le ruisseau des Ruaux, le cours d'eau 01 de l'Herbage Neuve, un bras de la Dives, le Beudron, la Dives et divers autres petits cours d'eau,.
La Dives, d'une longueur de 105 km, prend sa source dans la commune de Gouffern en Auge et se jette  dans la baie de Seine en limite de Cabourg et de Dives-sur-Mer, après avoir traversé 34 communes. Les caractéristiques hydrologiques de la Dives sont données par la station hydrologique située sur la commune de Beaumais. Le débit moyen mensuel est de 1,59 m3/s. Le débit moyen journalier maximum est de 23 m3/s, atteint lors de la crue du 25 mars 2001. Le débit instantané maximal est quant à lui de 31,7 m3/s, atteint le même jour.
Le Trainefeuille, d'une longueur de 14 km, prend sa source dans la commune de Saint-Pierre-du-Bû et se jette  dans la Dives à Beaumais, après avoir traversé sept communes. 
L'Ante, d'une longueur de 20 km, prend sa source dans la commune de Martigny-sur-l'Ante et se jette  dans la Dives sur la commune, après avoir traversé neuf communes. 

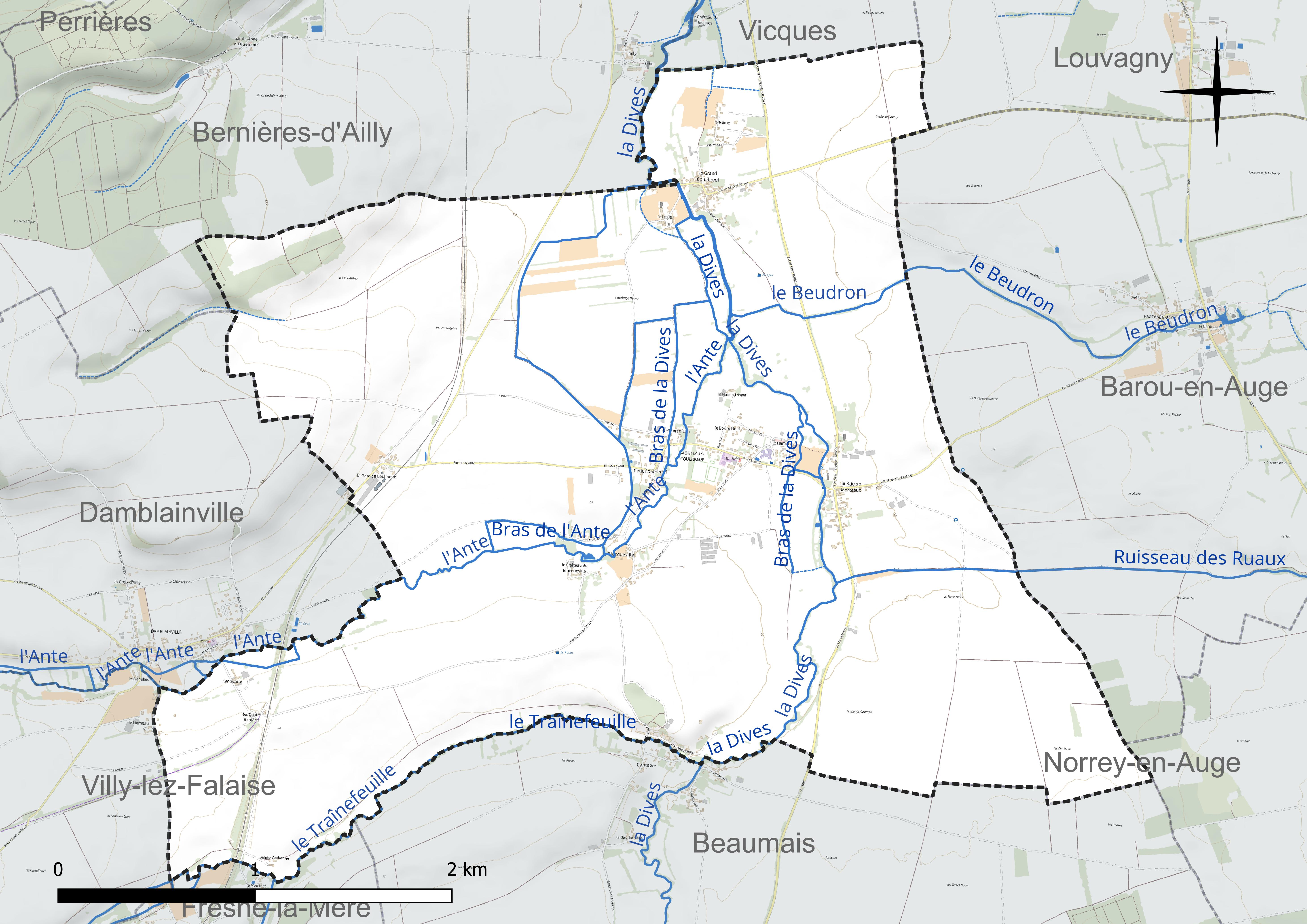
Réseau hydrographique de Morteaux-Coulibœuf.

### Climat
Pour des articles plus généraux, voir Climat de la Normandie et Climat du Calvados.
En 2010, le climat de la commune est de type climat océanique dégradé des plaines du Centre et du Nord, selon une étude du CNRS s'appuyant sur une série de données couvrant la période 1971-2000. En 2020, Météo-France publie une typologie des climats de la France métropolitaine dans laquelle la commune est exposée à un climat océanique et est dans la région climatique  Normandie (Cotentin, Orne), caractérisée par une pluviométrie relativement élevée (850 mm/a) et un été frais (15,5 °C) et venté.
Pour la période 1971-2000, la température annuelle moyenne est de 10,7 °C, avec  une amplitude thermique annuelle de 13 °C. Le cumul annuel moyen de précipitations est de 669 mm, avec 11,2 jours de précipitations en janvier et 7,5 jours en juillet. Pour la période 1991-2020, la température moyenne annuelle observée sur la station météorologique la plus proche, située sur la commune de Damblainville à 3 km à vol d'oiseau, est de 11,6 °C et le cumul annuel moyen de précipitations est de 716,8 mm,. Pour l'avenir, les paramètres climatiques de la commune estimés pour 2050 selon différents scénarios d'émission de gaz à effet de serre sont consultables sur un site dédié publié par Météo-France en novembre 2022.

## Urbanisme

### Typologie
Au 1er janvier 2024, Morteaux-Coulibœuf est catégorisée commune rurale à habitat dispersé, selon la nouvelle grille communale de densité à 7 niveaux définie par l'Insee en 2022.
Elle est située hors unité urbaine et hors attraction des villes,.

### Occupation des sols
L'occupation des sols de la commune, telle qu'elle ressort de la base de données européenne d'occupation biophysique des sols Corine Land Cover (CLC), est marquée par l'importance des territoires agricoles (91,4 % en 2018), une proportion sensiblement équivalente à celle de 1990 (92,1 %). La répartition détaillée en 2018 est la suivante : 
terres arables (88,9 %), zones urbanisées (7,6 %), zones agricoles hétérogènes (1,5 %), prairies (1 %), milieux à végétation arbustive et/ou herbacée (0,9 %), forêts (0,1 %). L'évolution de l'occupation des sols de la commune et de ses infrastructures peut être observée sur les différentes représentations cartographiques du territoire : la carte de Cassini (XVIIIe siècle), la carte d'état-major (1820-1866) et les cartes ou photos aériennes de l'IGN pour la période actuelle (1950 à aujourd'hui).

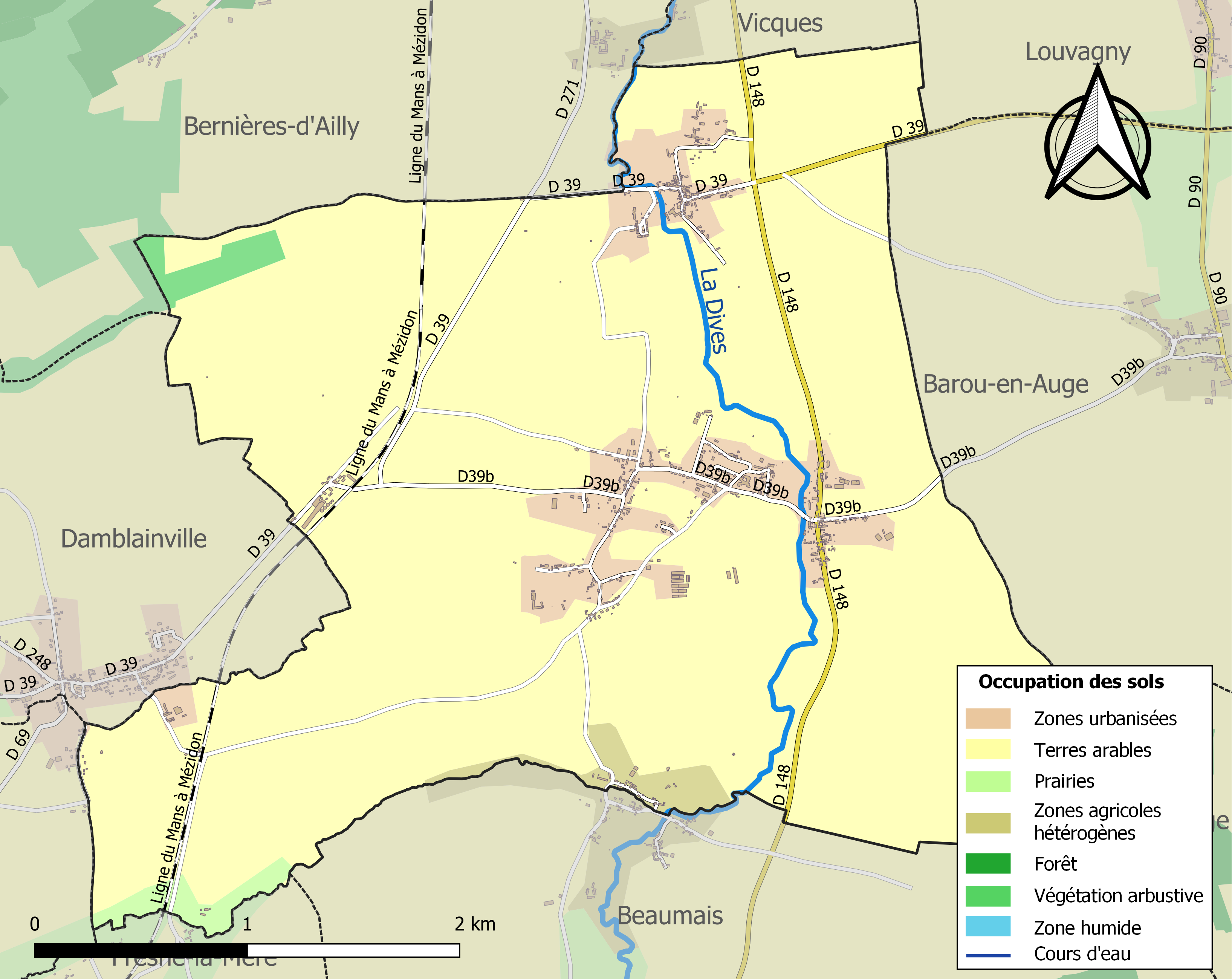
Carte des infrastructures et de l'occupation des sols de la commune en 2018 (CLC).

## Toponymie
Morteaux : Mortua Aqua en 1198 et Morteaux en 1334 suggèrent la désignation d'« eau dormante, d'un étang, d'un marais ».
Coulibœuf : Corliboef et Corliboe en 1196, Corleboe en 1296, Collibuef en 1312. 

## Histoire
La commune de Morteaux-Coulibœuf est née de la fusion des deux communes de Morteaux et de Coulibœuf en 1857.

## Politique et administration
| Période                                  | Période            | Identité                             | Étiquette | Qualité |
| ---------------------------------------- | ------------------ | ------------------------------------ | --------- | ------- |
| Les données manquantes sont à compléter. |                    |                                      |           |         |
| 1789                                     | 20 décembre 1792   | Legrand, curé de Morteaux            |           |         |
| 1792                                     | 3 vendémiaire an 3 | François Delange                     |           |         |
| an 3                                     | 11 février 1793    | Cauvin                               |           |         |
| 11 février 1793                          | 13 octobre 1797    | Bacon                                |           |         |
| 13 octobre 1797                          | 16 décembre 1807   | Cauvin                               |           |         |
| 1807                                     | 1816               | Louis de Blocqueville                |           |         |
| 1816                                     | 1830               | Jacques François de Bras de Fer      |           |         |
| 1830                                     | 1844               | Armand Cordier                       |           |         |
| 1844                                     | 1848               | Adolphe de Bocqueville               |           |         |
| 1848                                     | 1881               | Armand Cordier                       |           |         |
| 1851                                     | 19 juin 1857       | Edmond de Couliboeuf de Blocqueville |           |         |

| Période                                  | Période          | Identité                   | Étiquette | Qualité |
| ---------------------------------------- | ---------------- | -------------------------- | --------- | ------- |
| Les données manquantes sont à compléter. |                  |                            |           |         |
| 1789                                     | 18 décembre 1792 | Rocher, curé de Couliboeuf |           |         |
| 1792                                     | 6 frimaire an 6  | François Lemaître          |           |         |
| an 6                                     | 22 messidor an 8 | François Lemaître          |           |         |
| an 9                                     | 1812             | Louis Rocher               |           |         |
| 1812                                     | 1825             | François Melun             |           |         |
| 1825                                     | 1830             | François Malifâtre         |           |         |
| 1830                                     | 1843             | Frédéric Lemaître          |           |         |
| 1843                                     | 1848             | Jean Louis Leménager       |           |         |
| 1848                                     | 1853             | Magloire Libert            |           |         |
| 1853                                     | 1855             | Laurent Lesaux             |           |         |
| 1855                                     | 19 juin 1857     | Jean Mannoury              |           |         |

| Période                                  | Période          | Identité                             | Étiquette | Qualité            |
| ---------------------------------------- | ---------------- | ------------------------------------ | --------- | ------------------ |
| Les données manquantes sont à compléter. |                  |                                      |           |                    |
| 19 juin 1857                             | 26 décembre 1858 | Edmond de Couliboeuf de Blocqueville |           |                    |
| 26 décembre 1858                         | 7 mai 1882       | Jean François Mannoury               |           |                    |
| 7 mai 1882                               | 28 janvier 1888  | Denis Auguste Lecouflé               |           |                    |
| 28 janvier 1888                          | 20 mai 1888      | François Lecœur                      |           |                    |
| 20 mai 1888                              | 6 mai 1900       | Jean Toutain                         |           |                    |
| 6 mai 1900                               | 9 février 1905   | Raoul Le Tellier de Blanchard        |           |                    |
| 16 mars 1905                             | 1929             | M. Thurin                            |           |                    |
| 8 mars1929                               | 13 juin 1969     | Guy le Tellier de Blanchard          |           |                    |
| 1969                                     | 1977             | Raoul Lepeltier                      |           |                    |
| 1977                                     | mars 2008        | Claude le Tellier de Blanchard       | SE        |                    |
| mars 2008                                | En cours         | Christian Bacheley                   | SE        | Artisan commerçant |

## Démographie
L'évolution du nombre d'habitants est connue à travers les recensements de la population effectués dans la commune depuis 1793. Pour les communes de moins de 10 000 habitants, une enquête de recensement portant sur toute la population est réalisée tous les cinq ans, les populations de référence des années intermédiaires étant quant à elles estimées par interpolation ou extrapolation. Pour la commune, le premier recensement exhaustif entrant dans le cadre du nouveau dispositif a été réalisé en 2005.
En 2022, la commune comptait 607 habitants, en évolution de −4,86 % par rapport à 2016 (Calvados : +1,58 %, France hors Mayotte : +2,11 %).
| 1793 | 1800 | 1806 | 1821 | 1831 | 1836 | 1841 | 1846 | 1851 |
| ---- | ---- | ---- | ---- | ---- | ---- | ---- | ---- | ---- |
| 656  | 547  | 655  | 580  | 536  | 557  | 536  | 503  | 527  |

| 1856 | 1861 | 1866 | 1872 | 1876 | 1881 | 1886 | 1891 | 1896 |
| ---- | ---- | ---- | ---- | ---- | ---- | ---- | ---- | ---- |
| 462  | 840  | 793  | 711  | 713  | 693  | 671  | 645  | 657  |

| 1901 | 1906 | 1911 | 1921 | 1926 | 1931 | 1936 | 1946 | 1954 |
| ---- | ---- | ---- | ---- | ---- | ---- | ---- | ---- | ---- |
| 661  | 643  | 654  | 597  | 623  | 606  | 559  | 654  | 647  |

| 1962 | 1968 | 1975 | 1982 | 1990 | 1999 | 2005 | 2006 | 2010 |
| ---- | ---- | ---- | ---- | ---- | ---- | ---- | ---- | ---- |
| 590  | 620  | 542  | 505  | 517  | 514  | 513  | 507  | 550  |

| 2015 | 2020 | 2022 | - | - | - | - | - | - |
| ---- | ---- | ---- | - | - | - | - | - | - |
| 628  | 616  | 607  | - | - | - | - | - | - |

## Lieux et monuments
- Gare de Coulibœuf.

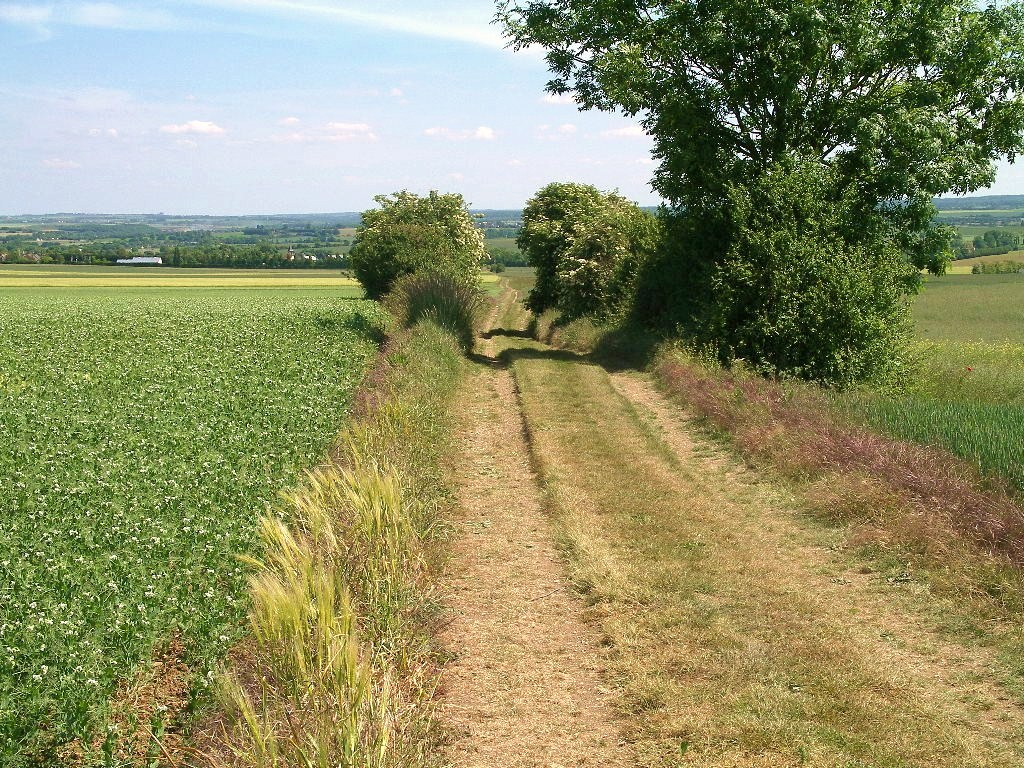
La voie romaine le Chemin Haussé.

- Route dite « Chemin Haussé » du duc Guillaume, ancienne voie romaine[35].
- Église Saint-Georges de Morteaux.
- Monument aux morts de 1870-1871.
- Église Saint-Martin du Petit-Coulibœuf.
- La Madeleine.
- Le château de Blocqueville (dont il ne reste que la chapelle, le porche et la bibliothèque).
- Le château du Grand-Couliboeuf.
- Le manoir de Bras de Fer aussi appelé château de Morteaux.
- le château Blanc.

## Activité et manifestations
- Le comité des fêtes de Morteaux-Couliboeuf
- L'APRéPEC: Association pour la Préservation et  la Réhabilitation du Patrimoine Exceptionnel Coulimortein

## Morteaux-Coulibœuf dans les arts
Morteaux-Coulibœuf est le lieu de tournage et une des villes principales de l'histoire de l'une des vidéos de Mister V, "Les Jones". Cette vidéo comptabilise plus de 10 millions de vues sur YouTube.

## Personnalités liées à la commune
- Charles Le Tellier de Blanchard (1814-1902), général, conseiller général du canton et conseiller municipal.

## Héraldique
| Blason de Morteaux-Coulibœuf | Blason  | Écartelé : au 1er d'azur à l'aigle d'argent soutenue d'un tonneau d'or, au 2e d'azur aux trois croissants d'argent, au 3e de gueules aux trois gantelets d'argent, au 4e d'azur à la tête de bœuf d'argent, accornée d'or. DeviseUbi quietas, ibi civitas (Où est le calme, là est ma cité). |
| Blason de Morteaux-Coulibœuf | Détails | Le statut officiel du blason reste à déterminer. |